# Вестибуларни набор
Вестибуларни набор или вентрикуларни набор, горња или лажна гласница)  један је од два дебела набора слузокоже, од којих сваки обухвата уску траку фиброзног ткива, вестибуларни лигамент, који је причвршћен спреда испред угла штитасте хрскавице и епиглотиса, а позади за антеро-латералну површину аритеноидне хрскавице, на малој удаљености изнад вокалног наставка.
Примарна функција вестибуларних набора је заштита деликатнијих гласних набора који се налазе испод њих. Вестибуларни набори имају минималну улогу у фонацији, али се могу користити за производњу дубоких тонова и вриштања или грленог певања.

## Хистологија
Вестибуларни набори су обложени псеудостратификованим цилијарним стубастим епителом са пехарастим ћелијама, за разлику о правих гласних жица које имају слојевити сквамозни епител. Комора која раздваја вестибуларне наборе и гласне наборе је место где епител прелази из респираторног епитела у слојевити сквамозни епител на гласним наборима.
Вентрикуларни набор се обично састоји од мишићног, гландуларног, масног и везивног ткива које доприноси његовим фонаторним и нефонаторним маневрима. Због недостатка потпуног разумевања комплексне хистолошке структуре вестибуларних набора, њене мишићне и физиолошке функције биле су предмет многих недавних студија. Недавне морфолошке студије вестибуларних набора потврдиле су постојање различитих мишићних снопова. Даље, активност тироаритеноидног мишићног снопа током фонације је потврђена електромиографијом.
Испитивање вестибуларних набора установило је да се они састоје од три мишићна система. Утврђено је да је постеролатерални мишићни слој развијен на бочној ивици задњег дела вестибуларног набора. Његова влакна  се пружају у сагиталном правцу, а њихова контракција вероватно резултује адукцијом целокупног ткива вестибуларног набора према средњој линији. Унутар предњег дела вестибуларног набора антеролатерални мишићни слој причвршћен је за тироидну хрскавицу. Антеромедијални мишићни систем се састојао од раштрканих група мишићних влакана смештених медијално и дорзално од ларингеалне коморе и врећице. Претпоставља се да ова влакна врше притисак на доле на вестибуларне наборе, и имају функције адуктора. Према клиничком искуству, адукторски покрети вестибуларних набора могу се тренирати, чак и у случајевима са рекурентном лезијом ларингеалног нерва, како би се произвео компензаторни глас. Дакле, мишићи вестибуларних набора су вероватно инервисани горњим ларингеалним нервом.

## Значај
Вентрикуларни набори, који се налазе непосредно изнад гласних жица, понекад се називају лажним гласним жицама јер нису директно укључени у производњу гласа. Међутим, они су део вокалне артикулације јер играју значајну улогу у одржавању ларингеалних функција дисања и спречавању уласка хране и пића у дисајне путеве током гутања. Помажу фонацију (говор) сузбијањем дисфоније. У неким етничким стиловима певања и појања, као што су у Туви, Сардинији, Монголији, Јужној Африци и Тибету (...) вестибуларни набори се могу користити у коосцилацији са вокалним наборима, производећи веома ниске или високе тонове (већина тог времена, за једну октаву више). Насупрот томе, људи којима је епиглотис уклоњен због рака немају виђе осећај гушења.

### Друштво и култура
Вестибуларни набори мају минималну улогу у нормалној фонацији, али се често користе за производњу дубоких звучних тонова у туванском грленом певању, као и у музичком вриштању и стилу певања смртничког ропца.  Истовремени говор са вокалним и вестибуларним наборима је диплофонија. Неки гласовни глумци повремено користе мале количине ове фонације због њеног мрачног, режања, док приказују "злобни" или антагонистички глас.